# Mitsubishi Diamante

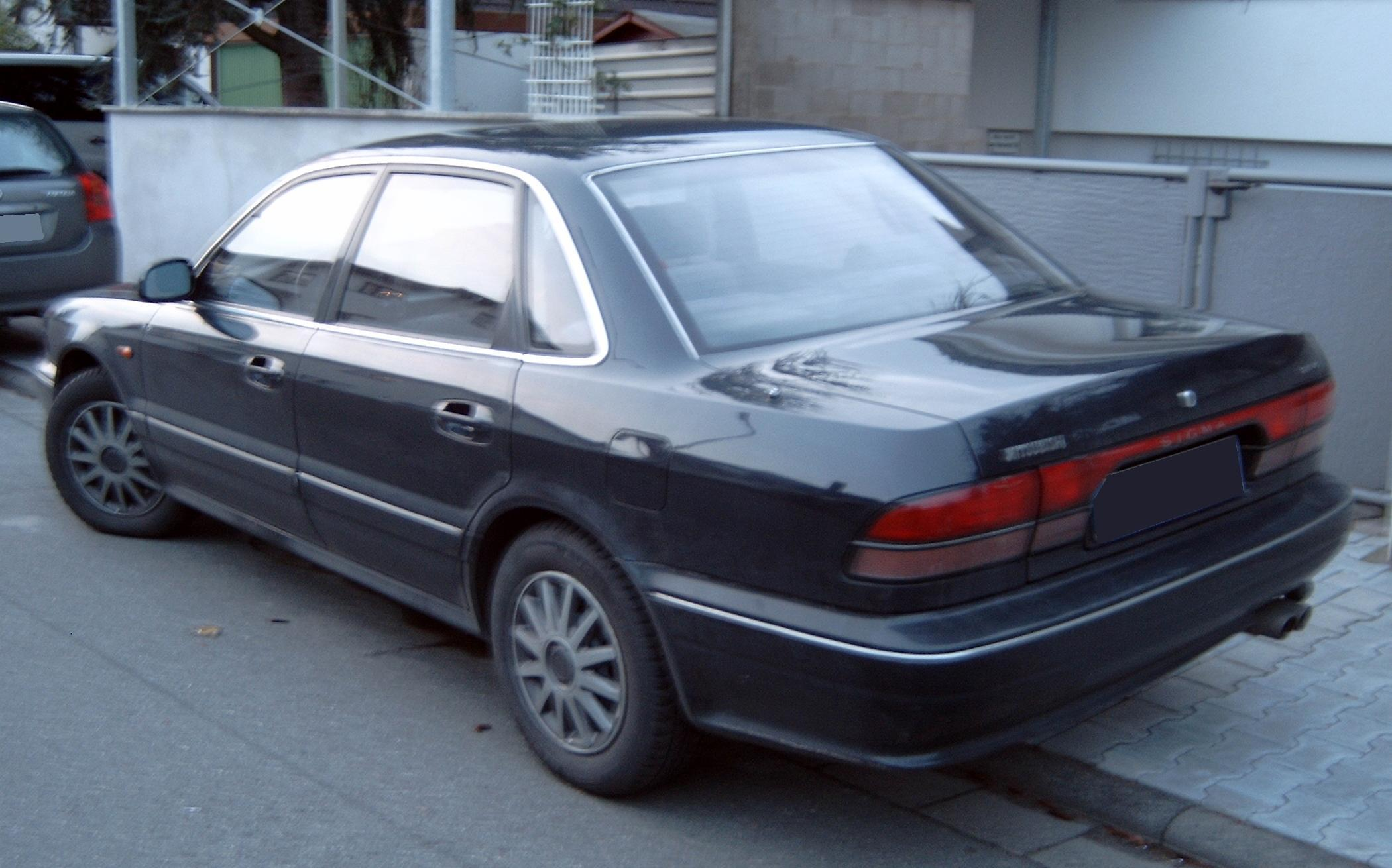
Mitsubishi Sigma – sedan

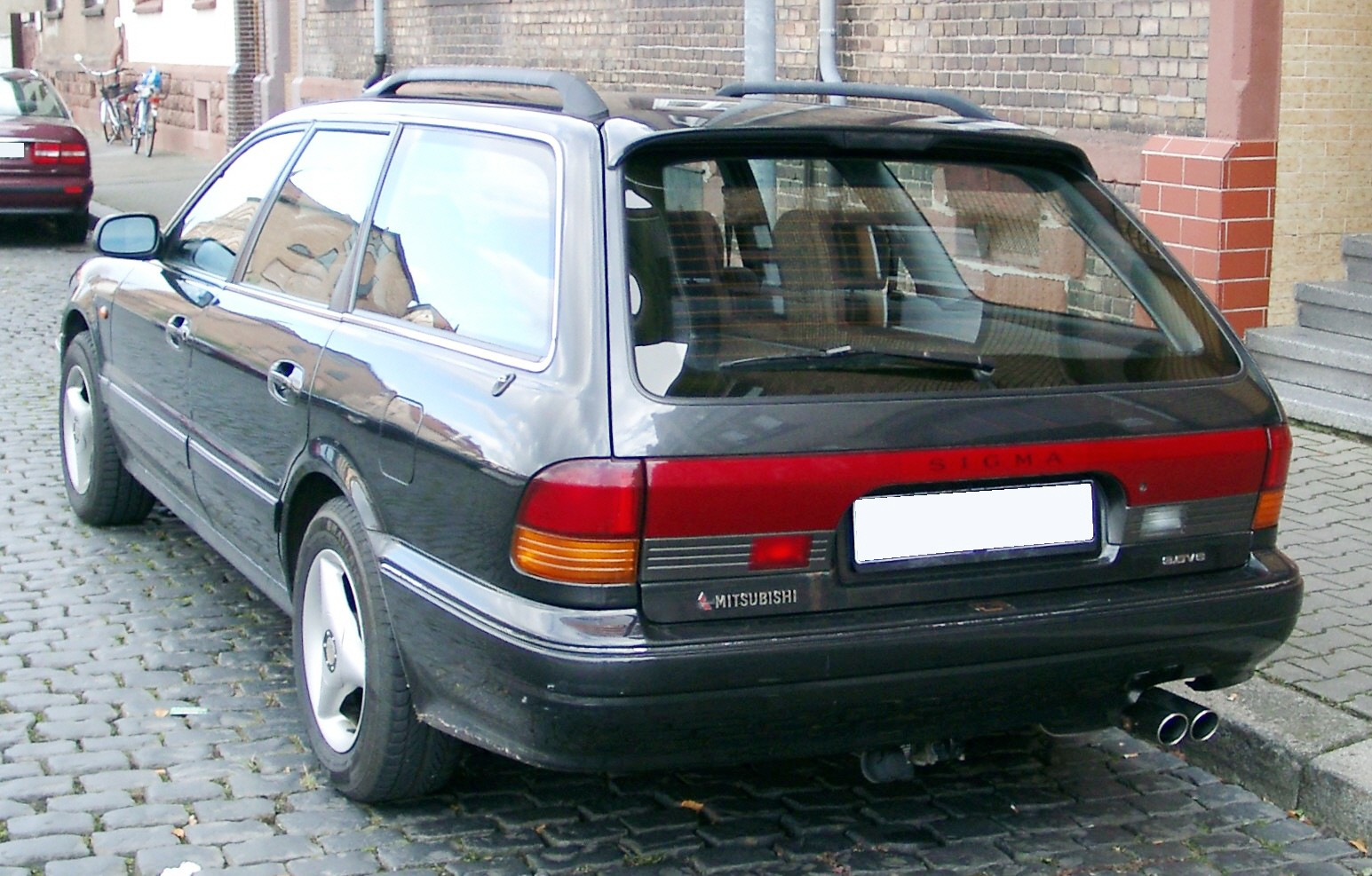
Tył wersji kombi

## Mitsubishi Sigma E F11A / E F17A
Mitsubishi Diamante – samochód osobowy klasy średniej-wyższej produkowany przez japońską firmę Mitsubishi w latach 1990–2005. Na rynku europejskim model nazywał się Sigma i był oferowany od 1991 do 1996 roku. Dostępny jako 4-drzwiowy sedan lub 5-drzwiowe kombi (tylko I generacja), które zaprezentowano w 1993 roku. Do napędu używano tylko silników V6 (od 2,0 do 3,0 l). Moc przenoszona była na oś przednią lub (opcjonalnie AWD) poprzez 4-biegową skrzynię automatyczną lub 5-biegową skrzynię manualną. Powstały dwie generacje tego modelu.

## Historia
Duża limuzyna Sigma, zwana w Japonii i w USA Diamante, była najbardziej luksusowym Mitsubishi oferowanym w Europie. Pojazd oferowany był w jako klasyczna limuzyna, oraz w postaci obszernego kombi znanej też jako S.W (station wagon). Auto było bardzo bogato wyposażone, i oferowane tylko i wyłącznie z silnikami V6 własnej konstrukcji, umieszczonymi poprzecznie w komorze silnikowej i napędzającym przednie lub w wersjach japońskich wszystkie cztery koła.
Najmniejsza z jednostek miała 6 cylindrów w układzie widlastym, objętość 2,0 l, moc 125 KM (92 kW) i stosowana była w japońskich wersjach tego pojazdu. W Europie pojazd napędzany był silnikiem V6 o objętości 3,0 l o mocach odpowiednio 177 KM (12 V) i 205 KM (24 V) (129 kW i 151 kW) i sprzedawany pod nazwą Mitsubishi Sigma. W najdroższej i najlepszej wersji do seryjnego wyposażenia należała automatyczna skrzynia biegów, układ kierowania wszystkimi kołami i ECS (Electronic Control Suspension – aktywne elektroniczne sterowania zawieszeniem), 4WS (cztery koła skrętne).

## Podstawowe dane techniczne
Ogólne:
- Lata produkcji: 1990 – 1996
- Zbiornik paliwa: 72 litrów (Wersje wyposażone w układ AWD – 70 litrów)
- Zużycie paliwa: 8–15 l / 100 km
- Średnie zużycie paliwa: 10,5 l / 100 km

## Specyfikacja modelu
| Marka / Model / Wersja         | Mitsubishi Sigma 2.0                                                        | Mitsubishi Sigma 2.5                                                        | Mitsubishi Sigma 3000                                                       | Mitsubishi Sigma 3000 24v                                                   |
| ------------------------------ | --------------------------------------------------------------------------- | --------------------------------------------------------------------------- | --------------------------------------------------------------------------- | --------------------------------------------------------------------------- |
| Produkcja                      | 1990-1996                                                                   | 1991-1996                                                                   | 1991-1996                                                                   | 1991-1996                                                                   |
| Cena                           | 1991 / 45 000 DM                                                            | 1991 / 49 000 DM                                                            | 1991 / 52 700 DM                                                            | 1991 / 66 700 DM                                                            |
| Silnik                         | Mitsubishi6G71 – 6-cylindrowy w układzie V, 24-zaworowy DOHC                | Mitsubishi6G73 – 6-cylindrowy w układzie V, 24-zaworowy DOHC                | Mitsubishi6G72 – 6-cylindrowy w układzie V, 12-zaworowy OHC                 | Mitsubishi6G72 – 6-cylindrowy w układzie V, 24-zaworowy DOHC                |
| Umiejscowienie                 | Poprzecznie, silnik z przodu, przedni napęd.                                | Poprzecznie, silnik z przodu, napęd przedni lub na cztery koła (4WD)        | Poprzecznie, silnik z przodu, napęd przedni lub na cztery koła (4WD)        | Poprzecznie, silnik z przodu, napęd przedni lub na cztery koła (4WD)        |
| Stopień sprężania              | 8,9 : 1                                                                     | 10,0:1                                                                      | 10,0:1                                                                      | 10,0:1                                                                      |
| Pojemność skokowa              | 1998 cm³                                                                    | 2498 cm³                                                                    | 2972 cm³                                                                    | 2972 cm³                                                                    |
| Pojemność skokowa              | 74,7 × 76,00 mm                                                             | 83,5 × 76,00 mm                                                             | 91,1 × 76,00 mm                                                             | 91,1 × 76,00 mm                                                             |
| Skrzynia biegów                | 5-biegowa manualna 4-biegowa automatyczna                                   | 5-biegowa manualna 4-biegowa automatyczna                                   | 5-biegowa manualna 4-biegowa automatyczna                                   | 5-biegowa manualna 4-biegowa automatyczna                                   |
| Moc maksymalna                 | 92 kW (125 KM) @ 5500 rpm                                                   | 129 kW (175 KM) @ 6000 rpm                                                  | 130 kW (177 KM) @ 5500 rpm                                                  | 151 kW (204 KM) @ 5500 rpm                                                  |
| Maksymalny moment obrotowy     | (172 Nm) @ 3500 rpm                                                         | (226 Nm) @ 4500 rpm                                                         | (251 Nm) @ 3000 rpm                                                         | (270 Nm) @ 3000 rpm                                                         |
| Prędkość maksymalna            | 190 km/h 185 km/h (aut.)                                                    | 222 km/h 215 km/h (aut.)                                                    | 220 km/h 215 km/h (aut.)                                                    | 230 km/h 225 km/h (aut.)                                                    |
| Przyspieszenie (0–100 km/h)    | 10,0 s 9,6 s (aut.)                                                         | 8,8 s 10,3 s (aut.)                                                         | 9,0 s 10,5 s (aut.)                                                         | 8,1 s 9,6 s (aut.)                                                          |
| Zużycie paliwa (l) (na 100 km) | przy 90 km/h 8,7 przy 120 km/h 9,2 cykl miejski 12,3 średnie zużycie 13,5 s | przy 90 km/h 8,5 przy 120 km/h 9,3 cykl miejski 14,0 średnie zużycie 13,2 s | przy 90 km/h 8,9 przy 120 km/h 9,6 cykl miejski 14,6 średnie zużycie 10,5 s | przy 90 km/h 8,9 przy 120 km/h 9,5 cykl miejski 14,3 średnie zużycie 10,3 s |
| Pojemność zbiornika paliwa     | 72 litrów                                                                   | 72 litrów (70 litrów 4WD)                                                   | 72 litrów (70 litrów 4WD)                                                   | 72 litrów (70 litrów 4WD)                                                   |
| Pojemność bagażnika            | 448 litrów                                                                  | 448 litrów                                                                  | 448 litrów                                                                  | 448 litrów                                                                  |
| Felgi / Opony                  | 195/70 R14 H                                                                | 195/70 R14 H                                                                | 205/65 R15 V                                                                | 205/65 R15 V                                                                |
| Układ hamulcowy (mm )          | 270 mm – wentylowane tarcze z przodu 256 mm – wentylowane tarcze z tyłu     | 270 mm – wentylowane tarcze z przodu 256 mm – wentylowane tarcze z tyłu     | 280 mm – wentylowane tarcze z przodu 278 mm – wentylowane tarcze z tyłu     | 280 mm – wentylowane tarcze z przodu 278 mm – wentylowane tarcze z tyłu     |
| Droga hamowania (100–0 km/h)   | 40,5 m                                                                      | 40,5 m                                                                      | 39,5 m                                                                      | 39,5 m                                                                      |
| Nadwozie                       | Przestrzenna rama rurowa                                                    | Przestrzenna rama rurowa                                                    | Przestrzenna rama rurowa                                                    | Przestrzenna rama rurowa                                                    |
| Budowa i materiały             | Stalowa-Karoseria, 4-drzwiowy sedan lub 5 drzwiowe kombi                    | Stalowa-Karoseria, 4-drzwiowy sedan lub 5 drzwiowe kombi                    | Stalowa-Karoseria, 4-drzwiowy sedan lub 5 drzwiowe kombi                    | Stalowa-Karoseria, 4-drzwiowy sedan lub 5 drzwiowe kombi                    |
| Masa własna                    | od 1430–1560 kg                                                             | od 1430–1560 kg                                                             | od 1500–1620 kg                                                             | od 1500–1620 kg                                                             |
| Rozstaw osi                    | 2720 mm                                                                     | 2720 mm                                                                     | 2720 mm                                                                     | 2720 mm                                                                     |
| Długość/Szerokość/Wysokość     | 4740 / 1775 / 1435 mm 4785 / 1780 / 1470 mm (kombi)                         | 4740 / 1775 / 1435 mm 4785 / 1780 / 1470 mm (kombi)                         | 4740 / 1775 / 1435 mm 4785 / 1780 / 1470 mm (kombi)                         | 4740 / 1775 / 1435 mm 4785 / 1780 / 1470 mm (kombi)                         |

## Dane techniczne (V6 3.0 MIVEC)

### Silnik
- V6 3,0 l (2972 cm³), 4 zawory na cylinder, DOHC
- Układ zasilania: wtrysk
- Średnica cylindra × skok tłoka: 91,10 × 76,00 mm
- Stopień sprężania: 10,0:1
- Moc maksymalna: 274 KM (201 kW) przy 7000 obr./min
- Maksymalny moment obrotowy: 301 Nm przy 4500 obr./min

### Osiągi
- Przyspieszenie 0-100 km/h: b.d.
- Prędkość maksymalna: b.d.

## Dane techniczne ('03 V6 2.5)

### Silnik
- V6 2,5 l (2498 cm³), 2 zawory na cylinder, SOHC
- Układ zasilania: wtrysk
- Średnica cylindra × skok tłoka: 81,00 × 80,80 mm
- Stopień sprężania: 9,5:1
- Moc maksymalna: 170 KM (125 kW) przy 5500 obr./min
- Maksymalny moment obrotowy: 225 Nm przy 4500 obr./min

### Osiągi
- Przyspieszenie 0-100 km/h: b.d.
- Prędkość maksymalna: b.d.

## Galeria

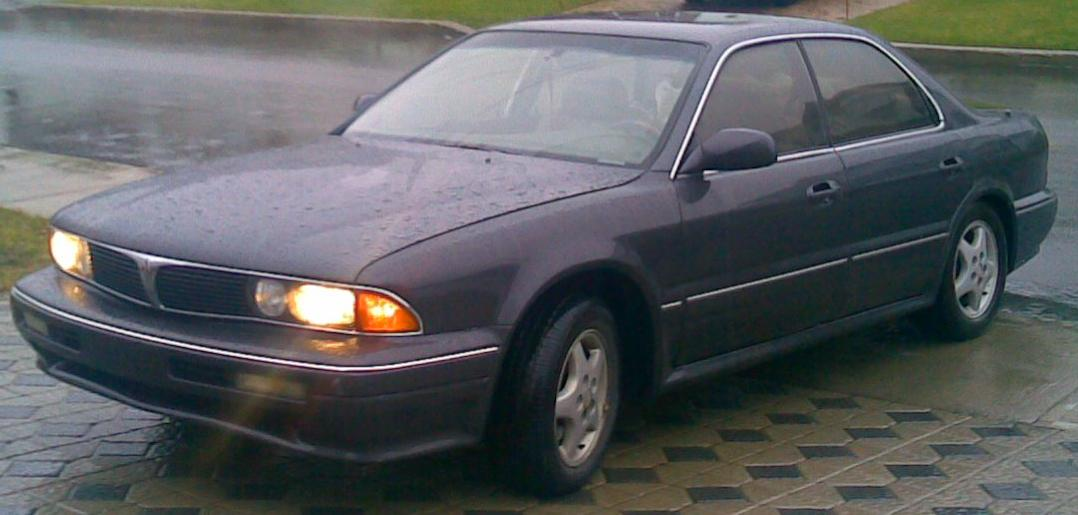
Diamante I
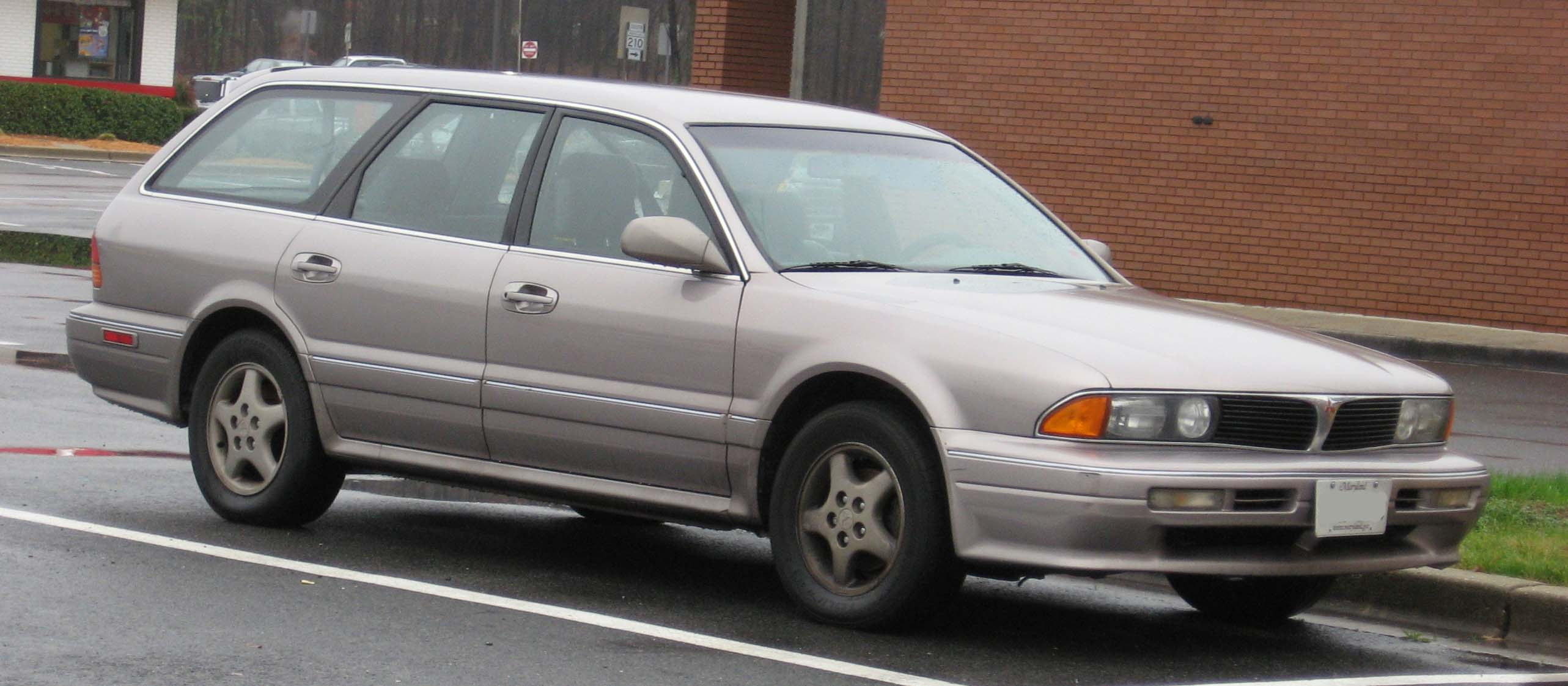
Diamante I kombi
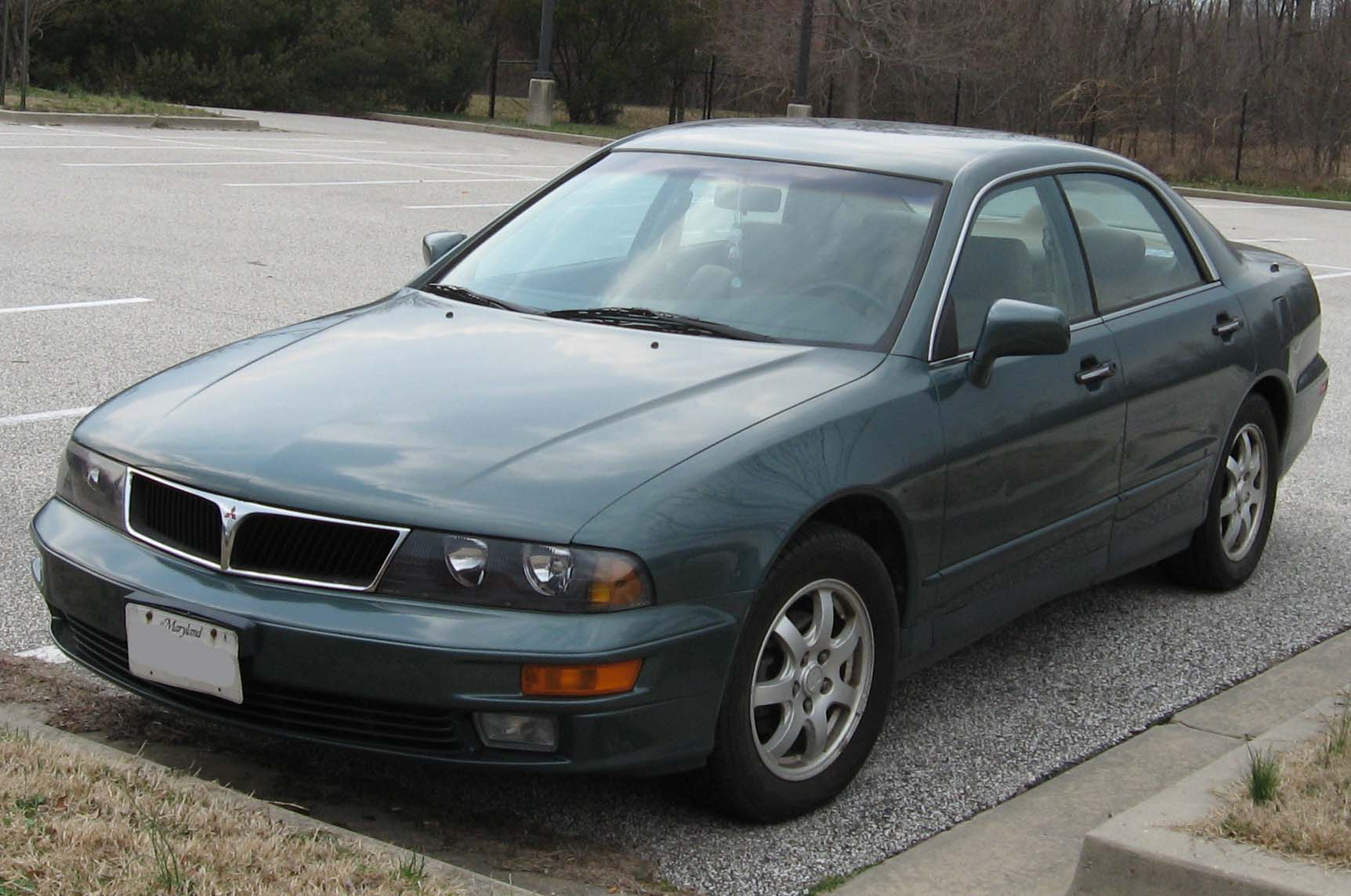
Diamante II
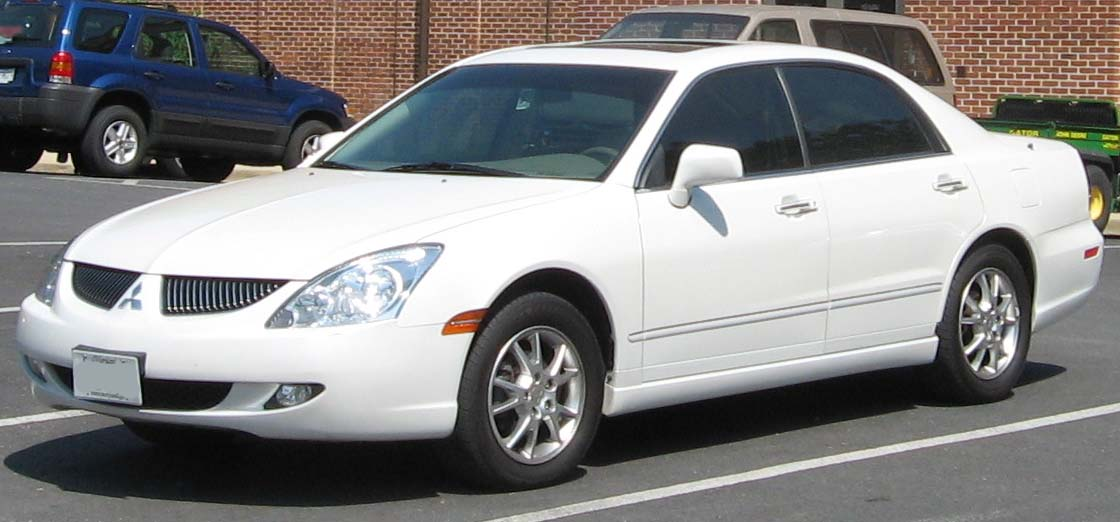
'04 Diamante (USA)